# Маргарита Поретанська
Маргарита Поретанська (фр. Marguerite Porete ХІІІ — 1 червня 1310) — франкомовна монахиня-містик, авторка «Свічада звичайних душ»[джерело?], праці про християнський містицизм і пречисту любов (агапе).
Її було спалено в Парижі після судилища.

## Життєпис
Про її життя відомо здебільшого з церковного дізнання про неї як про єретичку, тому відомості швидше за все скорочені, підчищені та спотворені. Її зближують із Братством вільного духу, християнським рухом XIII—XIV ст. на півночі Європи.
Була засуджена церквою, її книга була спалена 1306 року, потім 1309 року. Процес над нею очолював Генеральний інквізитор Французького Королівства Гійом Паризький, з 1309 року — єпископ Санса. Сама вона була засуджена інквізицією до публічного спалення 31 травня 1310 і спалена в Парижі на Гревській площі 1 червня 1310 року.

## Твори
Автор трактату «Mirouer des simples ames anientis et qui selement demourent en vouloir et desir d'amour», написаного старофранцузькою, перекладеного латиною та іншими європейськими мовами